# Air Alsie
Air Alsie A/S ist eine dänische Fluggesellschaft mit Sitz in Sønderborg und Basis auf dem Flughafen Sønderborg. Sie ist eine Tochtergesellschaft der Sandma Holding A/S.

## Unternehmen
Air Alsie wurde 1989 von Jens Østerlund Jensen gegründet. Das Unternehmen bietet Charterflüge mit seinen Geschäftsreiseflugzeugen und Hubschraubern an sowie Luftfahrzeug-Instandhaltung und das Management von fremden Flugzeugen.

## Flotte

### Aktuelle Flotte
Mit Stand vom Oktober 2023 bestand die Flotte der Air Alsie aus 19 Flugzeugen und einem Hubschrauber:
| Flugzeugtyp             | Anzahl             | bestellt           | Anmerkungen                                                                | Sitzplätze         |
| Passagierflugzeuge      | Passagierflugzeuge | Passagierflugzeuge | Passagierflugzeuge                                                         | Passagierflugzeuge |
| ----------------------- | ------------------ | ------------------ | -------------------------------------------------------------------------- | ------------------ |
| ATR 72-500              | 02                 |                    | 2 betrieben für ihre Schwestergesellschaft Alsie Express, 1 für Lübeck Air | 48–64              |
| Dassault Falcon 7X      | 05                 |                    | D-ACFL betrieben für Lübeck Air                                            | 12–14              |
| Dassault Falcon 8X      | 07                 |                    |                                                                            | 12–14              |
| Dassault Falcon 2000LXS | 03                 |                    |                                                                            | 10                 |
| Dassault Falcon 2000S   | 01                 |                    |                                                                            | 10                 |
| Pilatus PC-12           | 01                 |                    |                                                                            | 6–8                |
| Gesamt                  | 19                 | –                  |                                                                            |                    |
| Hubschrauber            |                    |                    |                                                                            |                    |
| Eurocopter EC135        | 01                 |                    |                                                                            | 5                  |

### Ehemalige Flugzeugtypen
- Dassault Falcon 2000S